# Bădești (okręg Gorj)
Bădești – wieś w Rumunii, w okręgu Gorj, w gminie Brănești. W 2011 roku liczyła 129 mieszkańców.